# فاستین روبرت
فاستین روبرت (انگلیسی: Faustine Robert؛ زادهٔ ۱۸ مهٔ ۱۹۹۴) بازیکن فوتبال اهل فرانسه است.
از باشگاه‌هایی که در آن بازی کرده‌است می‌توان به باشگاه فوتبال زنان مون‌پلیه اشاره کرد.
وی همچنین در تیم‌های ملی فوتبال زنان فرانسه بازی کرده‌است.